# Дёмин, Вячеслав Константинович
Вячеслав Константинович Дёмин  (род. 15 апреля 1960, Москва) — художник, писатель, публицист, политик, проповедник.

## Биография
Родился в рабочей семье. Отец Дёмин-Горшков Константин Фёдорович (1905 г.р.) из родовых донских и уральских казаков, живших на Рязанщине. Мать Дёмина Вера Ильинична (1922 г.р. девичья фамилия Кожурина) из зажиточных крестьян Брянщины и запорожских казаков Стародуба Северского.
В 1977 году окончил среднюю школу на окраине Москвы в Очаково и стал работать на киностудии «Мосфильм» живописцем-декоратором. Одновременно снимался в кино, исполняя небольшие эпизодические роли. В 1978 году поступил на курсы художников-декораторов при киностудии, получив соответствующую профессию.
В 1979 году поступил в Московское Художественное училище (памяти 1905 г.) на театральное отделение. В том же году вступил в Союз художников-авангардистов на ул. Малая Грузинская (Московский профсоюз работников культуры). В эти годы был организатором и участником несанкционированных уличных выставок, за что впервые подвергся репрессиям. Участвовал в молодёжном движении «хиппи». Вместе с А. А. Широпаевым создал художественно-поэтический кружок перспективистов, близкий по своей направленности к имажинистам и футуристам 1920-х гг. Написал манифест перспективистов, тогда же впервые попробовал себя в литературе в области поэзии и беллетристики.
В конце 1970-х гг. помимо творческих поисков вместе с сокурсником А. Рубченко увлёкся богоискательством и религиозно-анархическим учением графа Л. Н. Толстого, что привело к социально-политической проблематике и антисоветскому сопротивлению. Из-за пацифистских настроений был освобождён от службы в армии, признан «годным к нестроевой по психическому состоянию». В 1981 году отчислен из Художественного училища по идеологическим соображениям, за конфликт с комсомольской организацией и администрацией МХУ (пам. 1905 г.). Стал свободным художником-авангардистом, увлекающимся рабочим движением анархо-синдикалистов, в том числе польским движением «Солидарность», которое в те годы набирало силу и обороты. Работал натурщиком, сторожем, дворником, уборщиком, расклейщиком афиш, смотрителем музея. Привлекался внутренними органами за тунеядство, но отделался предупреждением. В 1982 году женился на Поляковой Юлии Борисовне (1965 г.р.), с которой совместно занимался подпольной антисоветской деятельностью, пропагандируя идеи свободы и демократического социализма.
В 1983 году на базе молодёжного кружка студентов и рабочих создал Революционную социал-демократическую партию (РСДП), написав её устав, программу и другие партийные документы для нелегальной деятельности. Начал писать книгу «Уникапитализм и социальная революция», но не успел её закончить, поскольку его подрывная деятельность была пресечена органами госбезопасности, которые в сентябре 1984 года провели обыск в его доме и на даче, где обнаружили черновики программных документов РСДП и недописанной книги. После изъятия бумаг и пишущей машинки, был отпущен, чем и не преминул воспользоваться, перепрятав самодельную типографию, которую не смогли при обыске найти чекисты, в подвал музея по месту работы. В декабре того же года был арестован и направлен в Следственный изолятор КГБ СССР в Лефортово, где и встретил начало горбачёвской перестройки. Весной 1985 года прошёл психиатрическую экспертизу в Институте им. Сербского, признан вменяемым, то есть подлежащим суду. В августе 1985 года Московским городским судом осуждён за антисоветскую агитацию и пропаганду по ст. 70 ч. 1 УК РСФСР и приговорён к 5 годам ссылки. Осенью того же года этапом под конвоем доставлен в Казахстан, где и поселился как ссыльный.
С 1985 по 1987 гг. отбывал наказание в Кзыл-Ординской области, Сырдарьинском районе, совхозе им. Амангельды, где исполнял обязанности разнорабочего на лесопилке, на стройке, на орошении полей и кочегара в местной больнице. Весной 1987 года во время компании, начатой диссидентом А. Марченко (объявившим голодовку) и академиком А. Сахаровым по освобождению политзаключённых, освобождён по Горбачёвской амнистии, но реабилитирован лишь при президенте Б. Н. Ельцине в 1992 году по решению Генеральной прокуратуры РСФСР.
Вернувшись в Москву, на время прекратил свою политическую оппозиционную деятельность, развёлся со своей первой женой и в конце 1980-х гг. вновь занялся изобразительным искусством и кинематографом. В 1987-88 гг. участвовал во многих выставках живописи и графики в Москве (в ЦДХ, на Малой Грузинской и т. д.) и на аукционах, демонстрируя привезённые из ссылки графические серии под названием «Тюрьма» и «Азия глазами европейца». Рисовал на Старом Арбате портреты и выставлял там же вместе с уличными художниками из группы «Серый забор» свои живописные полотна, которые продавал преимущественно коллекционерам из Европы и Америки.
Однако вскоре возобновил борьбу с советской властью. Начиная с 1988 года увлёкся православным учением, стал прихожанином РПЦ МП и начал проявлять социальную активность, сменив политический вектор с революционно-демократического на реакционно-консервативный и национально-монархический. Этому способствовало его знакомство и сближение с православными диссидентами священником Дмитрием Дудко и патриотическим лидером В. Н. Осиповым, которые так же как он были бывшими политзаключёнными.
В начале 1989 года за участие в несанкционированном митинге, организованном Демократическим союзом В. И. Новодворской, был подвергнут аресту и суду, который на этот раз не лишил его свободы, но ограничился административным взысканием. Вместе со своими друзьями и единомышленниками А. А. Широпаевым и А. А. Зеленовым начал призывать к восстановлению монархии в России и собирать подписи за канонизацию Царской Семьи. В конце 1989 года вместе с ними создал инициативную группу по сбору подписей и уличной агитации, которая участвовала в работе первого съезда Народного Фронта в Ярославле. В начале 1990 года вместе с этой группой вступил сначала в Христианский Патриотический Союз, переименованный в Союз Христианское Возрождение во главе с В. Н. Осиповым, затем в Братство Святого Царя-Мученика Николая во главе с А. А. Щедриным (Николаем Козловым).
Вначале 1990-х гг. активный участник православно-монархического движения, один из организаторов публичных мероприятий, съездов, конференций, крестных ходов, молитвенных стояний, сбора подписей и пожертвований. Принимал деятельное участие в работе Союза православных братств (СПБ) во главе с иеромонахом Кириллом Сахаровым, а также в работе Предсоборного совещания по созыву Земского собора (1990). Был одним из учредителей Союза Русского Народа (1991).
В это время начинается его литературная деятельность, связанная прежде всего с самиздатовской газетой «Земщина», изданием Союза ХВ, главным редактором которого он являлся. На страницах данной газеты и в других праворадикальных изданиях появляются его первые заметки и актуальные статьи о православии и самодержавии.
В конце 1992 года по приглашению челябинских казаков вступил в Смолинский Православный Казачий Круг Оренбургского войска, где ему поручили возглавить Московскую Городовую казачью заставу, занимавшуюся охраной храмов и монастырей РПЦ МП. В 1993 году от имени СПБ вместе с иеромонахом Тихоном Шевкуновым, который затем стал епископом, возглавил общественную комиссию по расследованию ритуального убийства трёх монахов в Оптиной Пустыни. Выступал против захоронения останков, найденных под Екатеринбургом, которые власти назвали царскими, утверждая, что тайна цареубийства ещё ждёт своего часа. В 1993 г. женился вторично на Светлане Юрьевне Золкиной, которая родила ему трёх сыновей.
После расстрела Белого дома в октябре 1993 года совместно с В. Н. Осиповым, А. А. Широпаевым, А. К. Ивановым-Сухаревским и другими соратниками и единомышленниками участвовал в создании Народной Национальной партии, которая изначально называлась Православной партией, но была зарегистрирована в государственном реестре под названием ННП (1994). Будучи одним из партийных лидеров занимался организационными вопросами, являясь начальником партийной канцелярии. Вместе с другими лидерами и функционерами ННП осенью 1995 года выдвигался по партийному списку, затем по одномандатному округу как один из лидеров казачества в депутаты Госдумы РФ, но не смог собрать необходимое количество голосов. Вскоре вышел из состава ННП во время предвыборной кампании, из-за разногласий с главой партии Ивановым-Сухаревским.
В 1996—2000 гг., оставив националистическую партийно-политическую борьбу, сосредоточился только на казаках, пытаясь создать из них обновлённый родовой клан, некую духовную и материальную базу автономной Казакии и автокефальной Казачьей Православной Церкви. Занимался практическими вопросами казачьих поселений, охранной деятельностью, возглавлял отдел культуры и идеологии в Центральном Казачьем Войске (ЦКВ). Был инициатором создания газеты «Казачий Спас» (1997), издававшейся ЦКВ во главе с Б. Б. Игнатьевым, одним из авторов и редактором этой газеты. Вёл агитацию и пропаганду казачьего образа жизни, мечтая оказачить Россию. Неоднократно принимал участие в программах и теледебатах на центральных каналах ТВ. Вместе с писателем и редактором газеты «Империя» И. В. Дьяковым обращался к представителям власти с просьбой реабилитировать белых атаманов Краснова, Шкуро, Семёнова и др. вождей антисоветского сопротивления, казнённых Сталиным в 1946-47 гг., а именно от имени казаков Московской заставы направлял письма в Прокуратуру РФ, но постоянно получал отказы. В конце 1990-х гг. пытался совместно с официальными властными структурами (государственными и церковными) открыть в Подмосковье Кадетский Казачий корпус, но и эти благие начинания, ни к чему не привели. Когда пропали последние надежды на обновление страны, исчезли иллюзии относительно новых российских властей, стал заниматься исключительно казачеством и отчасти литературной деятельностью. В 2000 г. избран атаманом Московского Казачьего округа Союза казаков, но после травмы (перелома ноги) был вынужден совершенно отойти от казачьих дел.
После выздоровления вернулся в кинематограф, где в период 2001—2014 гг. работал художником-постановщиком на различных проектах в разных киностудиях. В 2011 году стал членом Союза кинематографистов России. За лучшую работу художника в фильме «Исаев» отмечен наградами «Тэфи-2010» и «Золотой носорог-2011». Одновременно занимался литературно-публицистической деятельностью и кинокритикой. Его первая книга, посвящённая истории символов, «Расовая война» вышла в 2007 году. В том же году вышла его вторая книга «Мои этапы», названная автобиографическим романом.
В конце 2008 года произошло важное событие в его жизни — он оставил РПЦ МП, перестав видеть в ней спасительную церковь. После знакомства с писателем М. В. Назаровым (бывшим эмигрантом) со всей семьёй перешёл в РПЦЗ во главе с митрополитом Агафангелом Пашковским, стал прихожанином Московского прихода во главе со священником Валерием Леоничивым. Однако вскоре с Назаровым возникли разногласия, которые закончились нападками, обвинениями в ереси и наконец, отлучением от зарубежной церкви в 2013 году. Причиной разногласий послужили историко-богословские труды, две книги Дёмина «Цареборчество» и «Ярусалим — русский мир», которые вышли в 2012 г., вызвав острую полемику внутри РПЦЗ. Они обсуждались открыто в интернете и были признаны Назаровым и духовенством не православными, а скорее языческими.
После ухода из РПЦ МП и РПЦЗ перешёл в катакомбную церковь ИПХ, где продолжил свою оппозиционно-литературную деятельность, причём значительно подкорректировав свои социально-политические взгляды, которые претерпели изменения от ультраправых имперско-монархических до умеренных консервативно-республиканских. Стараниями единоверцев из Опричного братства во имя свят. Иосифа Волоцкого во главе со священником Романом Бычковым вышли в свет ещё три книги: «Один Бог — одна Раса» (2012), «Новокрестоносцы» (2013) и «Трисолнечный Рим» (2014), которые теперь в совокупности представляют пенталогию (пятикнижие) по истории, ариософии и теорасологии. Эти книги стали весьма популярными у российских читателей и поэтому несколько раз переиздавались в последующие годы. Кроме того Дёмин автор кинорецензий, киносценариев, книг «Союз неруси и нехристи» (2014), «Благодать крови» (2015), «Хазароссия. Сто лет оккупации» (2016), «Вольное казачество и подневольное славянство» (2016), «Хазароссия 2» (2017), дайджест «Благодать крови» (на англ. яз. издана в США «The Divine Gift of Blood» (2019)), «От серпа и молота к двуглавому орлу» (второе изд. «Мои этапы. XX век» (2019)), «От двуглавого орла к белоголовому орлану» (нов. изд. «Мои этапы. XXI век» (2020—2021)), «Боги и рабы» (2021), «Теорасология» (2022), «Москвофобия» (2023), «Красный дракон» (2025), «Происхождение антисемитизма» (2025).
С 2017 года проживает в США.

## Основные труды
- Цареборчество. Три раскола на Руси. — М.: МИД «Осознание», 2016. — 352 с.
- Ярусалим. Ярусий Рим или Руский мір. — М.: МИД «Осознание», 2016. — 384 с.
- Один Бог - одна Раса. Теорасология и теория инволюции. — М.: МИД «Осознание», 2016. — 500 с.
- Трисолнечный Рим. Падение Белого Христианского Міра. — М.: МИД «Осознание», 2016. — 484 с.
- Новокрестоносцы. Белый поход против красного зверя. — М.: МИД «Осознание», 2016. — 504 с.
- Вольное казачество и подневольное славянство. — М.: МИД «Осознание», 2016. — 516 с.
- Боги и рабы. — М,: МИД «Осознание», 2021. — 490 с.
- Теорасология — М,: МИД «Осознание», 2022. — 664 с.
- Москвофобия. - М,: МИД «Осознание», 2023. — 404 с.
- Красный дракон. Оккультный Коминтерн и мировая империя зла. – М, МИД «Осознание», 2025. — 548 с.
- Происхождение антисемитизма, - М,: МИД  «Осознание», 2025. - 320 с.